# セミスウィートの魔法
「セミスウィートの魔法」（セミスウィートのまほう）は、中山美穂の18枚目のシングル。1990年3月21日にキングレコードからリリースされた。規格品番はCDS:KISS-11。

## 概要
本作より1週間前に発売されたアルバム『All For You』からのリカット。表題曲は本人が出演する協和埼玉銀行のCMソングとして使用された。アルバムのタイトル表記では「Semi-Sweet Magic」となっている。
中山自身が20代の最初にリリースしたシングルとなる。
リリースされたEP盤は、前作「Midnight Taxi」が最後となっているが、このシングルにおいてはプロモーション用のEP盤（ジャケット写真がモノクロ）が存在している。
この曲から「Mellow」まで、7曲連続でオリコン最高位3位である。

## 収録曲
1. セミスウィートの魔法
作詞: 松井五郎 / 作曲: CINDY / 編曲: Rod Antoon / Chorus Arrange: CINDY
2. Save Your Love
作詞: 中山美穂 / 作曲: CINDY / 編曲: 鳥山雄司

## 収録アルバム
- セミスウィートの魔法
  - All For You - 「Semi-Sweet Magic (Album Version) 」表記で収録
  - COLLECTION II
  - Complete SINGLES BOX
  - 中山美穂 パーフェクト・ベスト
  - 30th Anniversary THE PERFECT SINGLES BOX
  - All Time Best

- Save Your Love
  - All For You
  - Complete SINGLES BOX
  - 30th Anniversary THE PERFECT SINGLES BOX